# Pente de portance
La pente de portance est un terme très utilisé en aérodynamique pour quantifier l'aptitude à la portance d'une aile, d'une surface ou d'un corps.
Autre appellation : "'gradient de portance'" ; en anglais "lift slope" ou "lift gradient".
Cette portance s'exerce vers le haut (z) ou vers le côté (y).

## Pente de portance
La pente de portance est la pente de la droite qui décrit la relation entre le coefficient de portance (Cz) et l'incidence de l'aile (α).
L'angle d'incidence est l'angle entre la corde de référence d'un profil et la direction de l'écoulement de l'air ;
le Cz n'a pas d'unité ; l'incidence est exprimée en degrés ou en radians.
exemple : un profil qui demande 12 degrés d'incidence pour avoir un Cz = 1 a une pente de portance :
dCz/dα (ou Czα) = 1 / 12 = 0.0833
en anglais : dCL/dα ou CLα
La pente de portance dépend principalement de l'allongement (mais aussi de l'angle de flèche de l'aile et du nombre de Mach).
Le maximum théorique (pour une aile d'allongement infini) vaut 2π = 6.28 (avec α en radians) ou bien π²/90 = 0.1096 (avec α en degrés).

## Angle de portance
C'est l'inverse de la pente de portance :
pour un allongement fini, on peut calculer cet angle avec la formule approchée suivante, valable aux allongements usuels (4<λ<20) :
dα/dCz = 10 + 19 / λ, avec λ = allongement effectif de l'aile, ou bien, plus précisément pour les faibles allongements :
dα/dCz = 10 + 19 / λ + 9 / λ^2
Application : 
- soit une aile d'allongement 6

dα/dCz = 10 + 19 / 6 = 13.2  
il faut cette incidence (comptée à partir de l'incidence de portance nulle) pour avoir Cz = 1
cette aile a une "pente de portance" dCz/dα = 1 / 13.2 = 0.076 en Cz/deg ou bien 4.35 en Cz/rad
- soit une aile d'allongement 1,55 (aile delta, Concorde)

dα/dCz = 10 + 19 / 1.55 = environ 22.2 (la formule utilisée étant moins précise aux petits allongements)
il faudrait cette incidence (comptée à partir de l'incidence de portance nulle) pour avoir Cz = 1
sur cet avion l'incidence est limitée à 19°, ce qui donne un Cz max de 19 / 22.2 = environ 0.85

## Portance latérale
Concerne la portance latérale d'un corps fuselé ou d'une surface verticale, une dérive par exemple. 
C'est la pente de la droite qui définit la relation entre le coefficient de portance latérale du corps (Cy) et l'angle de dérapage (β).

### Sources
- Fluid Dynamic Lift, Hoerner